# Angus Gunn
Angus Fraser James Gunn, född 22 januari 1996, är en fotbollsmålvakt som spelar för Norwich City och det skotska landslaget.

## Karriär
Gunn började spela fotboll i Norwich City. 2011 gick han till Manchester City.
Den 6 juni 2017 lånades Gunn ut till moderklubben Norwich City över säsongen 2017/2018. Gunn debuterade i EFL Championship den 5 augusti 2017 i en 1–1-match mot Fulham.
Den 10 juli 2018 värvades Gunn av Southampton, där han skrev på ett femårskontrakt. I oktober 2020 lånades Gunn ut till Stoke City på ett låneavtal över säsongen 2020/2021.
Den 23 juni 2021 blev Gunn klar för en återkomst i Norwich City, där han skrev på ett fyraårskontrakt.
I mars 2023 bytte Angus Gunn landslag för att kunna representera Skottland.